# Милан Мирић
Милан Мирић (Бијељина, 12. марта 1999) босанскохерцеговачки је фудбалер.

## Каријера
Милан Мирић рођен је 12. марта 1999. године у Бијељини, а прошао је омладинску школу београдског Партизана. Са тим клубом освојио је титулу шампиона Србије у кадетском узрасту, 2016. Период након тога провео је у Чукаричком, док је лета 2017. приступио редовима ужичке Слободе. Свој дебитантски наступ у Првој лиги Србије, Мирић је уписао у 3. колу такмичарске 2017/18, против врањског Динама, када је Слобода победила минималним резултатом. Свој први погодак у сениорској каријери, Мирић је постигао у 25. колу исте сезоне, у победи од 2 : 0 над екипом Радничког из Крагујевца. Мирић се у клубу задржао до краја календарске 2018, након чега је отишао као слободан играч. Недуго затим, током истог прелазног рока, Мирић је прошао припреме са чајетинским Златибором, чији је члан потом и званично постао. За клуб је током пролећног дела сезоне 2018/19. одиграо укупно 4 утакмице. Током лета 2019, Мирић се доводио у везу са бањалучким Борцем, али је коначно приступио истоименом клубу из Чачка. За тај састав дебитовао је у 11. колу Српске лиге Запад, на гостовању Мачви у Богатићу.
Мирић је био део кадетске селекције репрезентације Босне и Херцеговине, са којом је изборио пласман на Европско првенство 2016. године у Азербејџану. Он се у априлу те године нашао на проширеном списку тренера Сакиба Малкочевића од 25 имена, а потом је увршен и у коначни састав од 18 играча за завршни турнир. Мирић је наредне године дебитовао и за омладинску репрезентације Босне и Херцеговине.